# Gilbern

Gilbern (Гілберн) — з 1959 року уельський виробник автомобілів. Штаб-квартира розташована в місті Ллантуіт Фардр. У 1968 році компанію купує фірма Ace Capital Holdings Ltd, а у 1972 році — Майкл Лізер. У 1974 році компанія припинила виробництво автомобілів.

## Джайлз Сміт та Бернард Фрізе
У валлійському селищі Ллантуіт Фардр, що знаходиться неподалік від міста Понтипрідд, графства Гламорган, що в Південному Уельсі, жив м'ясник Джайлз Сміт. Наприкінці 50-х він вирішує змінити свій стиль життя, і замість оброблення м'яса та його продажу перекваліфікуватися в майстри з виготовлення речей зі скловолокна, яке стало модним захопленням у другій половині 50-х. У 1959 році він випадково знайомиться з німцем, колишнім військовополоненим, які залишилися після війни у Великій Британії, — Бернардом Фрізе, який взявся навчити валлійця ремеслу. Фрізе мав досвід роботи зі скловолокном, працюючи у фірмі Martin, що перебувала в Кенті. Незабаром новим знайомим спала на думку ідея побудувати власний автомобіль, Сміт хотів побудувати кузов для купленого шасі, але Фрізе переконав нового товариша, що краще побудувати машину з чистого аркуша.

## Заснування компанії
У підсумку закипіла робота прямо за м'ясною лавкою Сміта, де розташовувалася містка будівля. Там з прямокутних сталевих труб побудували раму, на яку встановили передню підвіску і систему управління від Austin A35, задній міст від того ж A35 встановили на самостійно розроблену незалежну пружинну підвіску, як мотор був обраний 1 л 42-сильний двигун корпорації BMC, що ставився на Austin-Healey Sprite, як гальма встановили гідравлічну систему з дисковими гальмами спереду і ззаду барабанними. Склопластиковий кузов був зроблений єдиним елементом, на який навішувалися двері, багажник і капот, виконаний він був у стилі купе з посадковою формулою 2+2. Коли машина була майже готова, то один місцевий гонщик-любитель Пітер Котрелл напросився відвідати компаньйонів, далі він випробував машину. Після цього він починає казати Сміту і Фрізе, що у них вийшла досить непогана машина, тому нехай вони замислюються про серійне виробництво, а щоб підтвердити слова справою, замовляє другий примірник для себе.

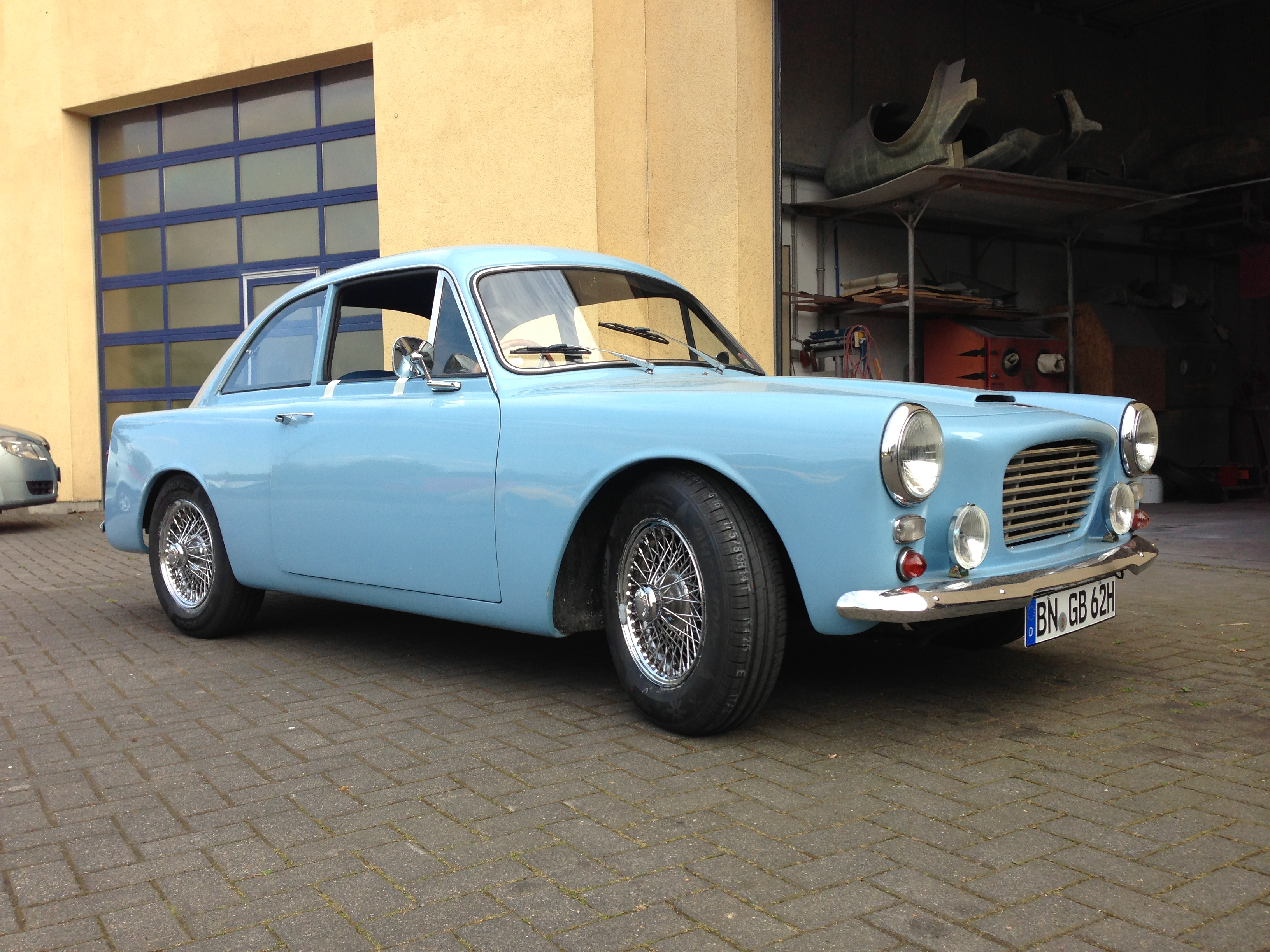
Gilbern GT

Сміт з Фрізе починають думати над назвою марки, прийшли в результаті до імені Gilbern, яке складалося з перших букв імен своїх творців — Giles і Bernard, сам автомобіль назвали GT. Фірму, створену для їх виробництва, назвали Gilbern Sports Cars Ltd.

## Початок виробництва автомобілів
У травні 1960 року машину протестував автожурнал Autosport, який дав позитивну оцінку автомобілю, після чого почалася збірка перших замовлених автомобілів, причому у вигляді кит-карів, тобто машинокомплектів. Той же Котрелл переконав власників фірми продавати машини як кит-кари, тобто пропонувати своїм клієнтам готовий пофарбований кузов без технічної начинки, виключаючи задню підвіску. Але продажі йшли мляво, і тоді, побудувавши перші 4 кузови все в тому ж сараї, було вирішено пропонувати готові машинокомплекти, які на вибір могли оснащуватися 1 л мотором від Austin Healey, ним же, але вже оснащеним компресором Shorrocks, завдяки чому з літра знімалося 68 к.с., або гоночним 1.1 л двигуном Coventry Climax, потужністю 72 к.с..

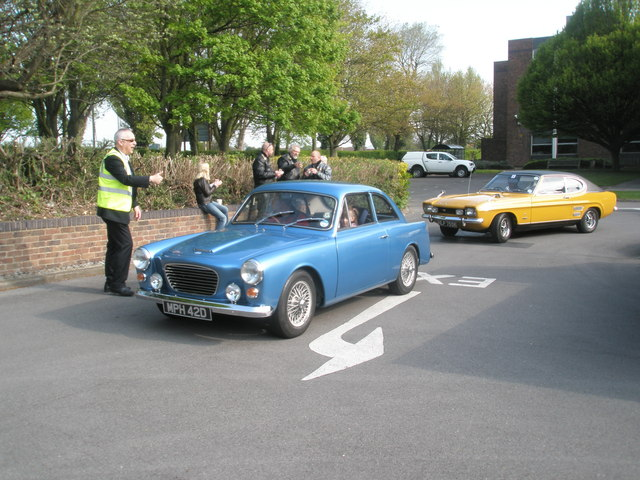
Gilbern GT 1500

У підсумку за 1960 рік було продано 11 машин, оскільки комплекти були досить дорогими, обсяги виробництва були мінімальними, тому комплектуючі доводилося закуповувати у місцевих дилерів за ринковою ціною, а не за контрактною. У 1961 році був куплений завод в сусідньому селі Черч Уілледж, завод на той момент простоював останні 40 років. Оскільки фірмі непотрібні були приміщення в повному обсязі, то інша площа заводу стала здаватися в оренду, тим самим повертаючи хоч якісь гроші, позичені на купівлю приміщення. Але продажі залишалися низькими, навіть не дивлячись на те, що Котрелл як міг намагався допомогти з реалізацією продукції, в першу чергу рекламуючи машини, тобто успішно бравши участь на спортивних змаганнях. У 1962 році з'явився 1.55 л двигун, потужністю 84 к.с. від MGA, з ним машина могла розганятися до 160 км/год, тоді ж деталі від Austin A35 були замінені на компоненти від Morris Minor 1000. Тепер найпопулярнішим виявився варіант з 1.55 л двигуном, варіант з 1.1 л верхньовальним двигуном був випущений всього в кількох примірниках, оскільки інтерес до нього перебивав компресорний мотор.
Обсяги виробництва починали рости, тепер в тиждень виготовлялося по одній машині, до цього їх випускали в середньому на рівні однієї машини на місяць, штат працівників виріс з 5 людей до 20. У 1962 році найменшим і єдиним пропонованим мотором став 1.6 л двигун від MGA MkII, він видавав 80 к.с., наприкінці 1963 року його змінив 1.8 л мотор, потужністю 90 к.с. від нового MGB, з яким купе вагою в 830 кг міг розігнатися до 179 км/год. Крім мотора машина обзавелася й іншими компонентами від MGB, в тому числі й ручною коробкою передач з овердрайвом фірми Laycock de-Normanville, в задній підвісці, яка була власної розробки, з'явилася тяга Паннара. У цей час валлійці створюють мережу дилерів по Великій Британії, і навіть продають кілька машин за океан, тобто в США.

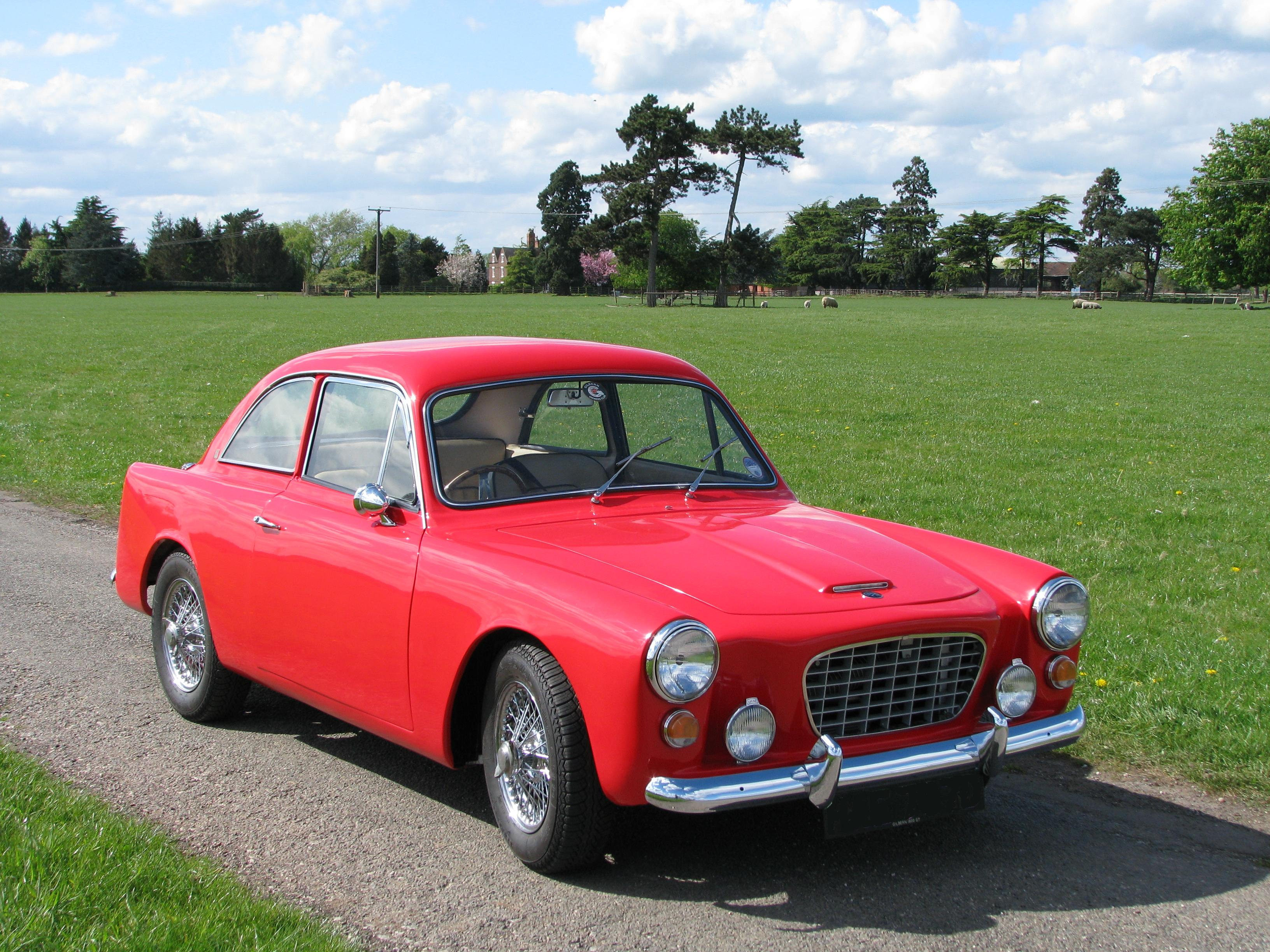
Gilbern GT 1800

У 1965 році вироблялося вже по три машини на тиждень, тобто по 12 на місяць, як альтернативу рядній 4-ці стали пропонувати V4 об'ємом 2 л, запозичений у фірми Ford, але цей варіант не був популярним. У тому ж році гонщик Кен Вілсон, якому набридло програвати Петеру Котреллу, вирішує замовити машину такої ж марки, що й у конкурента, тобто марки Gilbern, але з 4.5 л V8 від Chevrolet і заднім мостом від Jaguar. Оскільки ця машина перегрівалася, то Вілсон попросив Котрелла доопрацювати його машину. В результаті машина була доведена до розуму, завдяки чому Вілсон здобув численні перемоги в ралі, що проходили в Уельсі, наприклад, в Шелслі Уолш або Прескотт.
Через рік починається робота над новою, більш потужною і сучасною зовні моделлю. Нова машина будувалася за колишнім принципом — просторова рама з труб квадратного перерізу, як елементи підвіски і управління були запозичені компоненти від MGB, двигуни V6 об'ємом 2.5 л (114 к.с.) і 3.0 л (140 к.с.) серії Zodiac закуповувалися у фірми Ford, так само як і 4-ступінчасті коробки передач. В жовтні 1966 року на Британському мотор-шоу була представлена модель Genie, яка зовні нагадувала Volvo 140-серії, яка дебютувала всього на кілька місяців раніше. Кузов, як і колись, був повністю виготовлений зі склопластику, але двері тепер кріпилися не до кузова, а до металевого каркаса, що зменшувало ризик провисання дверей.
У виробництво машина поспіла тільки в 1967 році, змінивши собою модель GT, новинка від Gilbern розвивала швидкість до 194 км/год, а сотню набирала за 9 секунд, при цьому машина дуже непогано оснащувалася, наприклад, шкіряний салон був стандартним обладнанням, а за замовленням на машину можна було встановити електричні склопідіймачі вікон. Машина продовжувала поставлятися як в готовому вигляді, так і у вигляді кит-кара, в останньому випадку з покупця держава не стягувала додатковий податок при купівлі, цей факт і робив кит-кари популярним видом бізнесу у Великій Британії. Проте продажі цієї моделі виявилися ще більш скромними, ніж у попередника, тут позначилося і подорожчання продукції, і посилення конкуренції.

## Gilbern у власності компанії Ace Capital Holdings Ltd

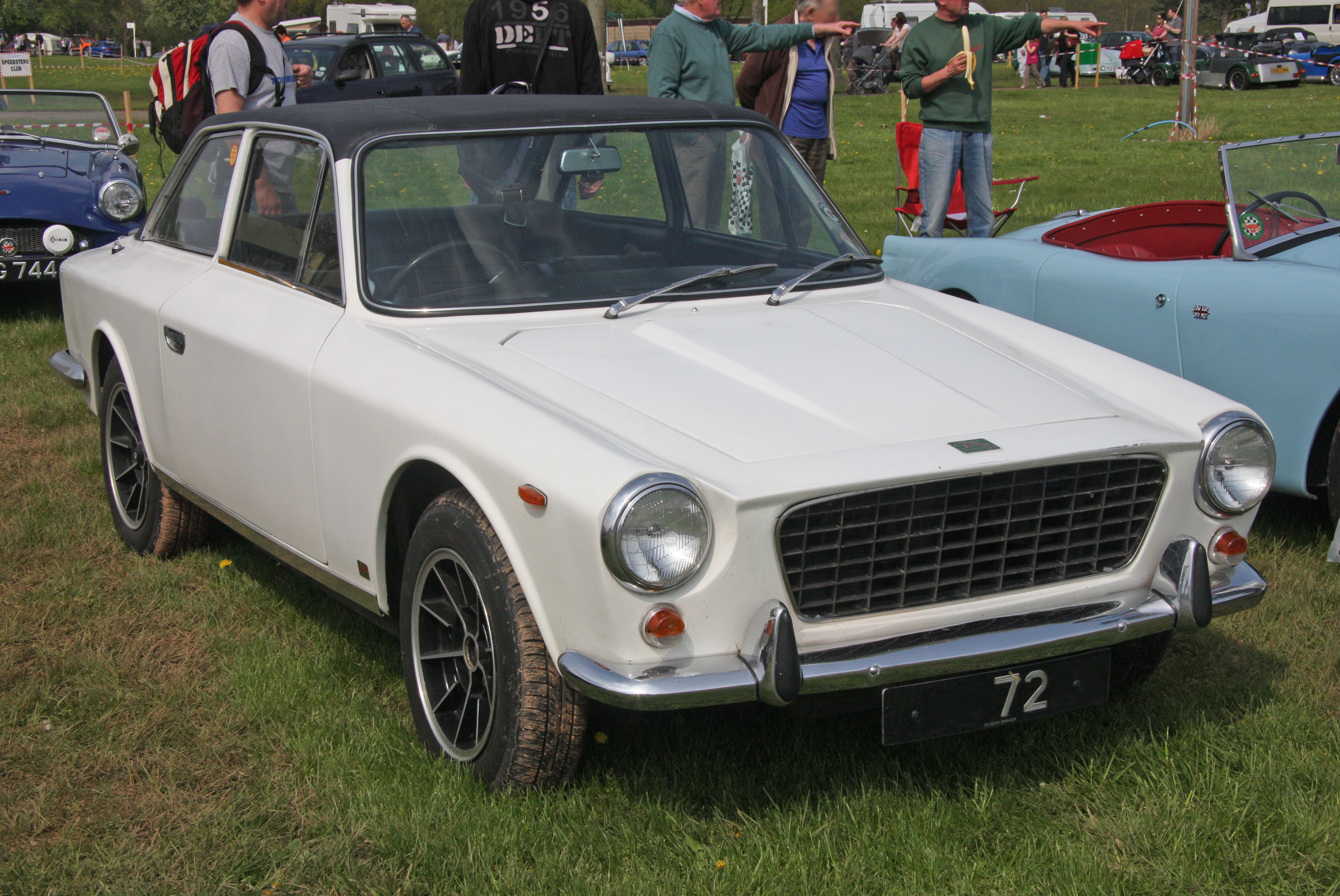
Gilbern Genie MkII

У Сміта і Фрізе, які стояли весь цей час на чолі фірми, не вистачало коштів на розширення виробництва, у результаті в квітні 1968 року їхнє підприємство викуповує компанія Ace Capital Holdings Ltd, керувала якою сім'я Коллінзів, а син голови фірми — Роджер Коллінз, будучи фанатом класичних машин, умовив батька (Моріса Коллінза) вкласти гроші в уельську фірму. Сміту і Фрізе були запропоновані посади що керівних директорів. Але нові власники поставили перед директорами дві мети — розширення дилерської мережі та збільшення обсягів виробництва, незабаром Джайлз Сміт покидає створену ним фірму. У цей час машину модернізують, задній міст і передня підвіска запозичується у MGC, замість спицьованих коліс з'являються легкосплавні диски власного дизайну, які розв'язували проблему з керуванням. Наприкінці 1968 року з'являється нова модель — PI 130, це був той же Genie, тільки з 3-літровим мотором, на який встановили інжектор фірми Tecalemit Jackson, завдяки чому потужність піднялася до 165 к.с., але на цю машину знайшлося всього 9 покупців, водночас з рейтингів зникла найдоступніша і найслабша версія моделі Genie з 2.5 л двигуном.

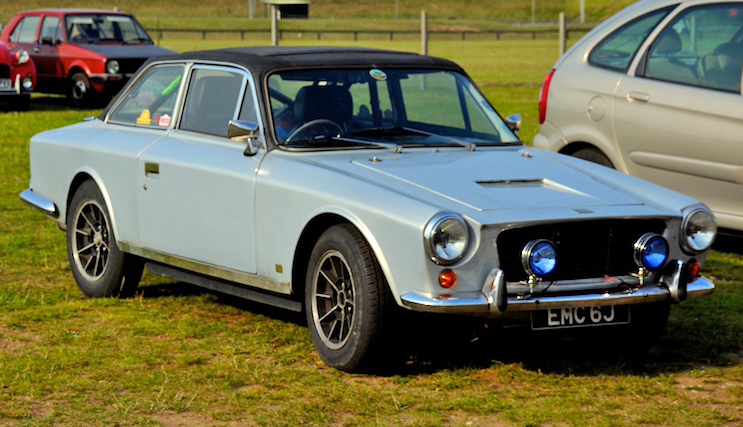
Gilbern Invader MkI Coupe

У липні 1969 року модель Genie змінюється практично ідентичною зовні машиною — Invader MkI, головна відмінність полягала в посиленій рамі (у попередника не рідкістю була поява тріщин в передній частині рами) і більш потужних гальмах, як опція з'явилася коробка автомат, якою оснащували європейські моделі Ford. Базове оснащення стало багатшим, тепер, купуючи машину, покупцеві не доводилося доплачувати за електропідіймачі скла, плюс панель приладів стала оброблятися шпоном з горіха.

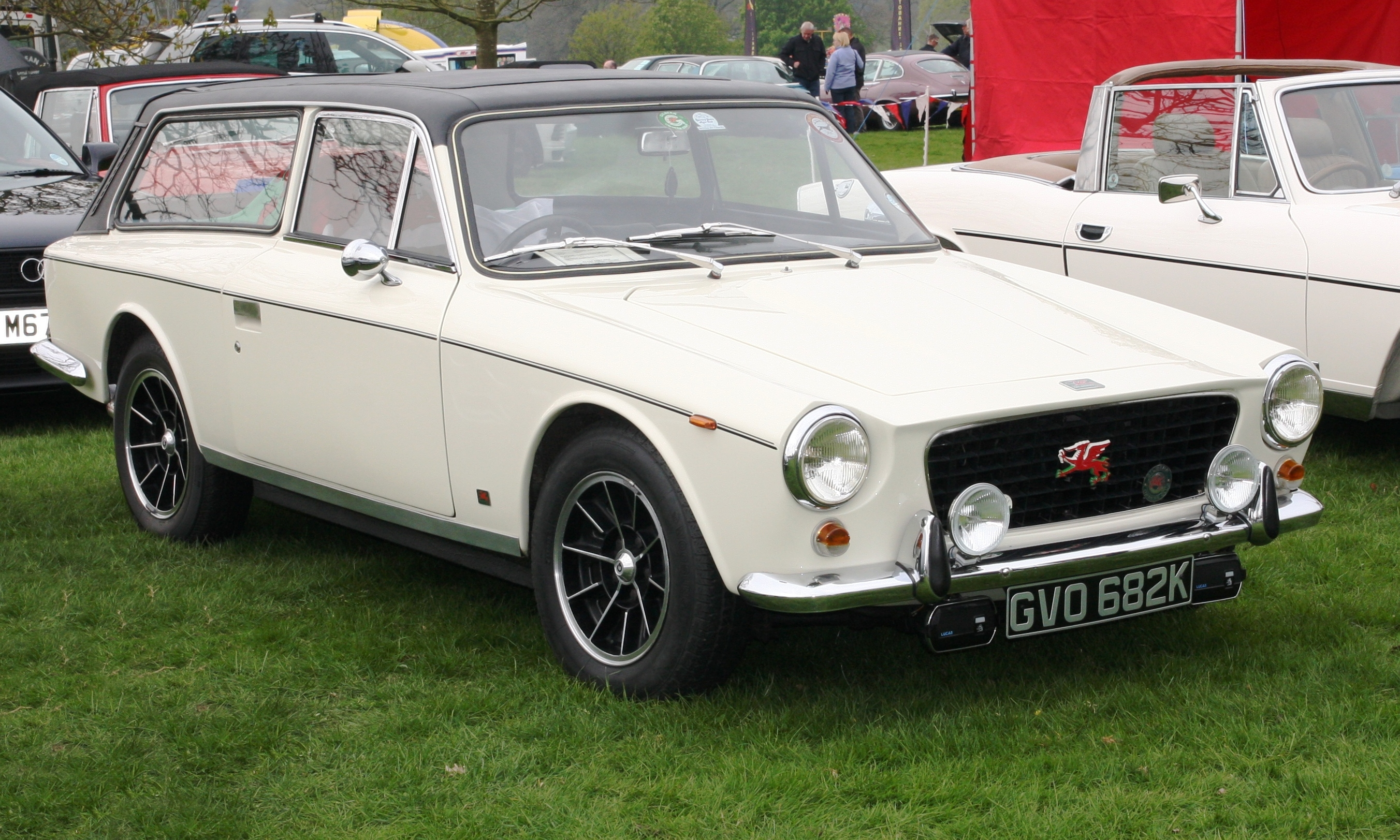
Gilbern Invader MkII Sports Estate

Ця машина стала останньою, в розробці якої взяв участь Бернард Фрізе, який слідом за Смітом вирішив покинути підприємство. Замість Фрізе новим директором стає Майкл Лізер, під керівництвом якого штат співробітників виростає з 20 осіб до 60, це допомагає підвищити продаж автомобілів до позначки в 100 машин за рік, проте в 1970 році продажі просідають до позначки в 70 одиниць. У березні 1971 року вносяться зміни до підвіски автомобіля, задній міст отримує тягу Уатта, на додаток до версії з кузовом купе з'являється модифікація універсал — Sports Estate. Варіант з кузовом купе можна було легко відрізнити від попередника за додатковими щитками вентиляції на задній стійці.

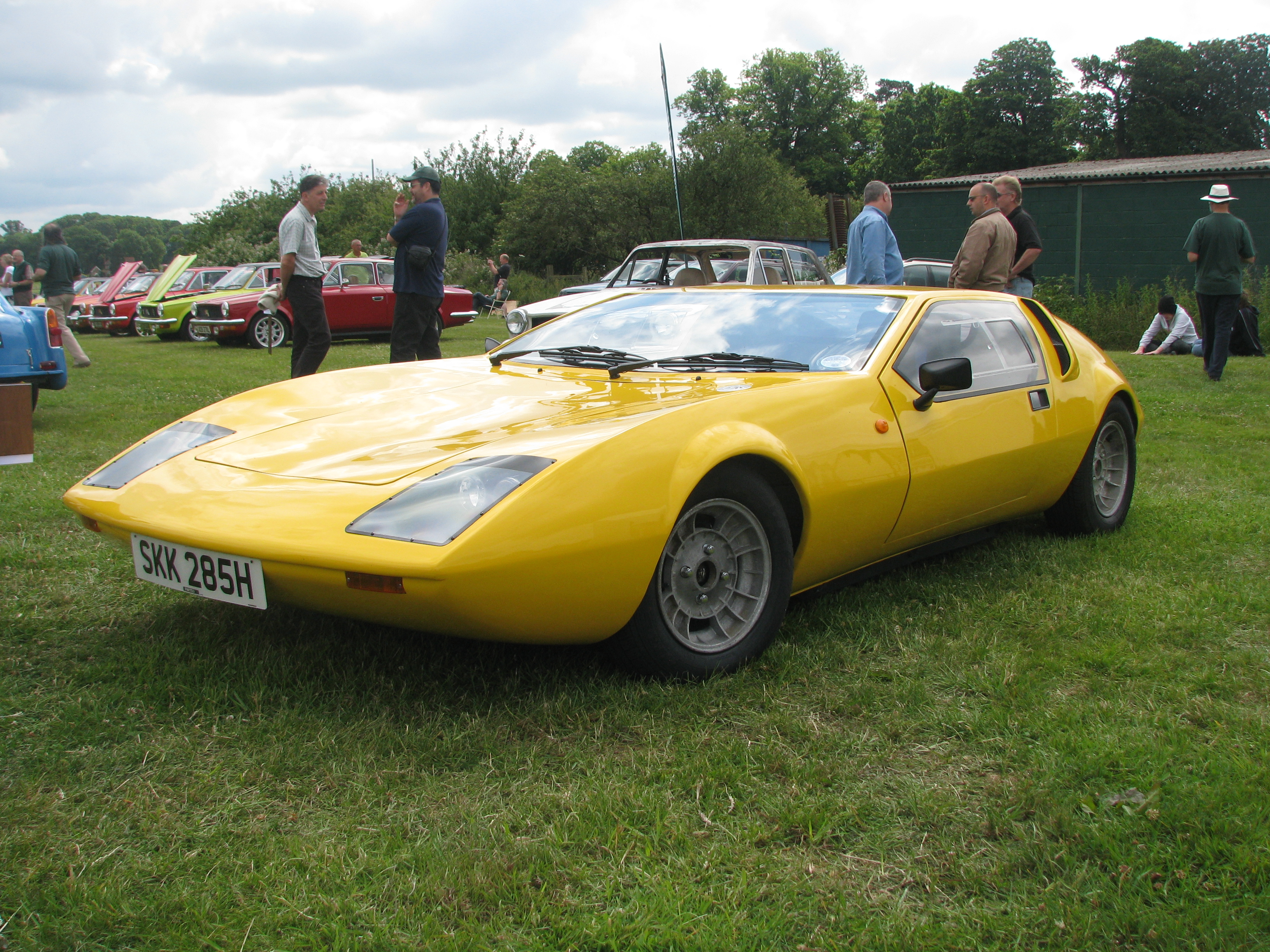
Gilbern T11

У тому ж році публіці демонструється прототип нового автомобіля, який отримав кодову назву Т11. Це був спорткар із заднім розташуванням двигуна і коробки передач, запозиченого від Austin Maxi, кузов вміщував тільки двох людей, проте, не дивлячись на інтерес до машини, керівництво вирішило відкласти в довгу шухляду цей проєкт, оскільки не був до кінця досліджений ринок, плюс на ринку були важкі часи й, приміром, фірма Marcos тільки зіграла своє перше банкрутне діловодство.

## Gilbern у власності Майкла Лізера

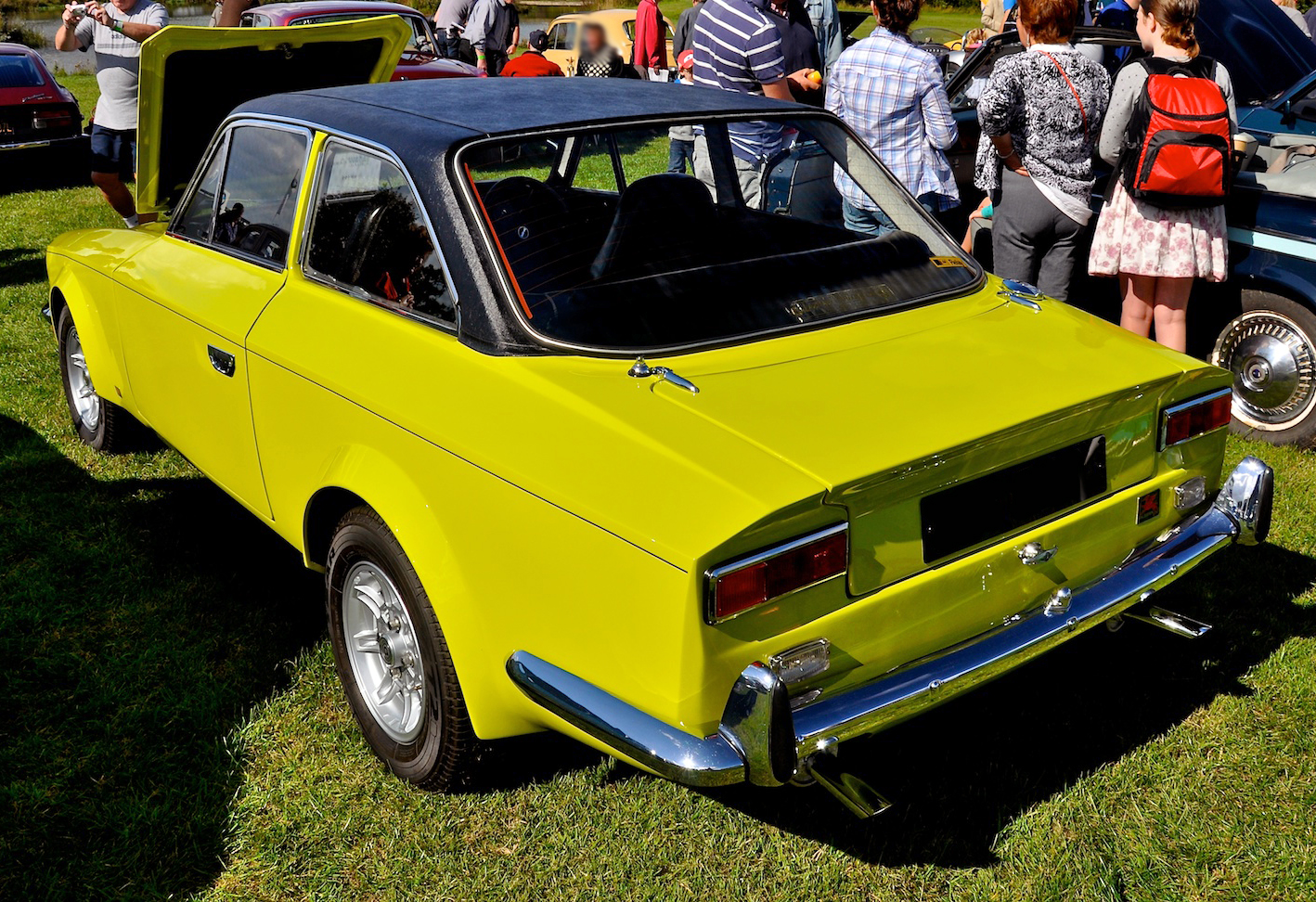
Gilbern Invader MkIII Coupe

Тому, вирішивши сконцентруватися на вже відомій продукції, в грудні 1971 року почалися роботи над оновленням моделі Invader, які остаточно закінчилися лише у вересні 1972 року. Тим часом ще в липні 1972 року Моріс Коллінз продає всього за один фунт стерлінгів улюблену іграшку сина, тобто фірму, що виробляла автомобілі марки Gilbern, покупцем став директор заводу Майкл Лізер, який бере в співвласники Роджера Селуея, які і доводять оновлену версію до логічного кінця. Invader MkIII отримав передню підвіску від Ford Cortina MkIII, переглянуту задню підвіску, тепер з тягою Паннара, в підсумку колія коліс виросла на 10 см, через що довелося розширювати кузов. 3-літровий двигун ставився тепер не від моделі Zodiac, а від Ford Capri 3000 GT, мотор серії Essex розвивав 144 к.с.. Однак дебют новинки супроводжувався неприємними новинами, держава скасовує з квітня 1973 року податкові послаблення при покупці кит-карів, тепер покупцям доводилося платити рівнозначні суми, тому сенс у машинокомплектах пропадає. Модель Invader MkIII стала першою моделлю фірми, яка випускалася тільки в готовому варіанті, але і готова продукція не користувалася попитом, ціна на автомобіль дорівнювала ціні на більш солідний і потужний Jaguar XJ6. Нові власники фірми починають шукати дилерів за межами острівної держави, зокрема в Голландії, куди вдається продати дев'ять машин з лівим розташуванням керма.
Щоб добитися рентабельності і погасити заборгованості, які з'явилися до покупки підприємства, треба було вийти на рівень 4 машин на тиждень, але цього не сталося, в підсумку до липня 1973 року борги підприємства тільки виросли, Селуей вирішив покинути підприємство, перш ніж воно було оголошено банкрутом. У вересні 1973 року уельський інвестор Ентоні Петерс прочитав новину, що єдине автомобільне підприємство в Уельсі потерпає, і приходить на допомогу Лізеру, незабаром виробництво машин поновлюється, щоправда вони стали ще дорожчими. З відновленням робочого процесу почалася і робота над наступним поколінням автомобіля — Invader MkIV, яка відрізнялася більш довгою базою коліс, завдяки чому машина повинна була стати 4-місною, а не з посадочною формулою 2+2.

## Припинення виробництва автомобілів. Закриття компанії
Але, не дивлячись на те, що Петерс обіцяв допомогу в розмірі 750 000 фунтів, перед підприємством виникає нова перешкода — більш жорсткі закони з безпеки та забруднення навколишнього середовища, тепер було потрібно проводити креш-тести і тести на екологічність, але добила підприємство паливна криза, що почалася внаслідок ізраїло-арабського конфлікту. У березні 1974 року фірма остаточно закрила свої ворота, на момент припинення діяльності на складі залишалося близько 20 машинокомплектів, які були потихеньку розпродані, останній зібраний автомобіль цієї марки мав в технічному паспорті позначку 1993 рік випуску. Всього з 1960 по 1974 рік був побудовано 1005 автомобілів уельської марки Gilbern.

## Список автомобілів Gilbern
- 1960 — Gilbern GT
- 1967 — Gilbern Genie
- 1969 — Gilbern Invader
- 1971 — Gilbern T11